# Kvalserien till Elitserien i ishockey 1989
Kvalserien till Elitserien i ishockey 1989 spelades 20-31 mars 1989 för att avgöra vilka lag som skulle få spela i Elitserien 1989/1990. Kvalserien bestod av fyra lag och spelades i sex omgångar. Frölunda gick upp till Elitserien, medan Björklöven flyttades ner till Division I. Övriga lag blev kvar i Division I även nästa säsong.

## Slutställning
| Nr | Lag                | S | V | O | F | GM | IM | MS  | P  |
| -- | ------------------ | - | - | - | - | -- | -- | --- | -- |
| 1  | Västra Frölunda HC | 6 | 5 | 0 | 1 | 40 | 20 | +20 | 10 |
| 2  | Malmö IF           | 6 | 3 | 0 | 3 | 17 | 31 | −14 | 6  |
| 3  | IF Björklöven      | 6 | 2 | 1 | 3 | 26 | 25 | +1  | 5  |
| 4  | Örebro IK          | 6 | 1 | 1 | 4 | 23 | 30 | −7  | 3  |